# Ouled Boughanem
Les Ouled Boughanem (arabe : اولاد بوغانم), également orthographié Bou Ghanem, sont une tribu tunisienne présentée tantôt comme arabe chérifienne tantôt comme berbère arabisée installée dans la région de Kalaat Senan.

## Histoire

### Origines
Le fondateur de la tribu est Sidi Ali Bou Ghanem, lui même descendant de Ghanem, le fondateur de la tribu marocaine ou sahraouie des Ouled Ghanem. Ali Boughanem est originaire de la Seguia el-Hamra dans le Sahara occidental puis migre en Tunisie au XVIIe siècle. Dans un premier temps, il s'établit dans les montagnes de Foussana près de Kasserine et bénéficie de la protection des Ouled Yaacoub. Il cohabite alors avec les Majer et les Fraichiches, et leur apprend l'islam malikite. Cependant, le déclin du pouvoir hafside et un changement des alliances tribales privent les Ouled Boughanem de la protection des Ouled Yaacoub. Ils se font chasser par les Ouled Sidi Tlil et les Hamama, et finissent par s'installer dans la région de Kalaat Senan près du Kef, en 1813.
Selon une légende, le marabout Sidi Ali Bou Ghanem est nourri par des chamelles appartenant à Yaacoub. Lorsque celui-ci l'apprend, il ordonne la mise à mort d'Ali Bou Ghanem. Celui-ci se laisse attacher au bûcher mais, lorsque le feu est allumé, il saisit le fils de Yaacoub, l'attache à sa place, et se transforme en corbeau. Imploré par Yaacoub, il lui rend son fils et, en signe de remerciement, Yaacoub lui légue une plaine, qui correspond au territoire actuel des Ouled Boughanem.
Les Ouled Boughanem, qui sont restés dans la région de Kasserine, entrent en guerre avec les Fraichiches, se font déposséder de la région et se replient avec leurs confrères à Kalaat Senan.
La tribu fait partie de la confédération tribale de l'Ounifa.

### Époque moderne
En 1863, ils prennent part à la défense de Constantine contre les colons français, et la tribu accueille en 1871 le révolutionnaire algérien El Keblouti, après des attaques de la France. Par ailleurs, ils tentent de prendre part à la revolte d'Ali Ben Ghedhahem en 1864 mais échouent, et sont victimes d'une famine en 1867. En 1881, ils prennent part à la révolte des Fraichiches, mais l'arrestation des principaux meneurs stoppe le mouvement.
La tribu est réputée guerrière et, selon l'historien Hatem Dhaoui, ceci viendrait du fait que la tribu serait partisane des Husseinites et participaient à hauteur de 8 000 hommes à l'armée du bey. Une autre hypothèse provient de Sidi Abdeljaoued, un compagnon d'Ali Bou Ghanem, et indique que la région de Kalaat Senan était peuplée par les lions de l'Atlas, et que le bey de Tunis de l'époque, Hammouda Pacha, qui voyait d'un mauvais œil le rapprochement des Ouled Boughanem avec le beylicat d'Alger, avait autorisé la tribu à occuper la région de Kalaat Senan à condition que la tribu se nourrisse uniquement de viande de fauve durant une année. Chose que la tribu accepte, et extermine la population du lions dans la région, ce qui lui vaut le surnom de « cavaliers mangeurs de lions ».
Historiquement, ils ont pour rivaux les Fraichiches, les Ouled Yahia et les Hanencha, et pour alliés les Ouled Sidi Yahia.

## Culture
La tribu est également réputée cavalière. L'équitation pratiquée par cette tribu est le minchef, qui consiste à tenir deux fusils alignés (un dans chaque main) avec des tirs successifs des deux fusils, et un basculement des coudes pour l'ajustement et la précision du tir. Cette pratique est propre aux Ouled Boughanem.
La zaouïa de Sidi Boughanem se trouve à Foussana.

## Composition
La tribu est composée de plusieurs fractions, à savoir :
- Aouzji ;
- M'Raihy ;
- Ouled Aouadi ;
- Ouled Maatallah ;
- Ouled Zidi.

À ces fractions, il faut rajouter celle des Mouelhi, qui n'est pas originaire de la tribu mais qui y est rattachée. Selon l'historien Mohamed Ali Habachi, elle aurait pour ancêtre un saint marocain qui serait parti en direction de La Mecque accompagné de sa femme, enceinte. Celle-ci gravement malade doit s'installer chez les Ouled Boughanem, jusqu'au retour de son époux. Celui-ci meurt durant son voyage, et sa femme nomme son enfant El Mouelli, qui est à l'origine de la branche des Mouelhi.
Durant l'époque coloniale, la tribu est composée d'environ 4 800 individus.

## Personnalités
- Bassem : blogueur et ancien rappeur franco-tunisien[8].